# Borá
Borá là một đô thị ở bang São Paulo của Brasil. Dân số năm 2004 ước tính là 818 người.

## Thông tin nhân khẩu
Dữ liệu dân số theo điều tra dân số năm 2000
Tổng dân số: 795
- Dân số thành thị: 623
- Dân số nông thôn: 172
- Nam giới: 407
- Nữ giới: 388

Tỷ lệ tử vong trẻ sơ sinh dưới 1 tuổi (trên một triệu người): 8,19
Tuổi thọ bình quân (tuổi): 75,97
Tỷ lệ sinh (số trẻ trên mỗi bà mẹ): 2,30
Tỷ lệ biết đọc biết viết: 88,91%
Chỉ số phát triển con người (HDI-M): 0,794
- Chỉ số phát triển con người - Thu nhập: 0,686
- Chỉ số phát triển con người - Tuổi thọ: 0,850
- Chỉ số phát triển con người - Giáo dục: 0,845

(Nguồn: IPEADATA)

### Sông ngòi
- Sông do Peixe

### Các xa lộ
- SP-284
- SP-421